# Церковь Косьмы и Дамиана с Примостья
Церковь Космы и Дамиана с Примостья — православный храм в Пскове. Памятник истории и культуры федерального значения XV—XVI веков. Находится на Запсковье на развилке улиц Леона Поземского и Герцена, в древности называемой Званницким крестом.

## Описание
Четырёхстолпный, трёхапсидный (боковые апсиды прямоугольные) храм. Покрытие четверика восьмискатное.
Приделы: северный — святого Митрофания Воронежского (1833 г.), южный — святого Саввы (1640 год). Рядом находится отдельно стоящая звонница (пролёты звона были утрачены, восстановлены в 2022 году). Постройки окружены невысокой оградой с воротами (два проёма: для прохода и проезда, верх ворот утрачен).
Сооружен из известняковой плиты, обмазан и побелен.
Имеет важное градостроительное значение.

### Размеры
Четверик храма — 15×19 м; высота с барабаном и главой около 30 м. Церковь с галереями и притвором 20×20 м. Звонница — 15×18 м; высота 18 м.

## История
- 1458 г. Первое упоминание храма в связи с пожаром
- 1462 г. Закладка нового каменного храма.
- Храм был административным центром Козьмодемьянского конца Пскова[2].
- 1507 г. Пожар на Запсковье. Взрыв зелья (пороха), хранившегося в "казне" под звонницей.
- 1960 г. Постановлением Совета Министров РСФСР № 1327 от 30 августа храм взят под охрану государства, как памятник республиканского значения.
- После Великой Отечественной войны до 2008 года в церкви располагалась переплётная мастерская.
- 14 ноября 2008 г. после долгих лет запустения в храме стали совершаться богослужения, совершён первый молебен,
- 1 декабря 2008 г. указом митрополита Евсевия настоятелем иерей Михаил (Фёдоров).
- В 2009 году на реставрацию объектов культурного наследия в Псковской области из федерального бюджета выделили 44 млн. 821 тыс. 800 рублей. Финансирование производится по федеральной целевой программе «Культура России (2006—2011 годы)». Из них на разработку научно-проектной документации для дальнейшей реставрации церкви Козьмы и Домиана — 2 млн рублей.

## Правовое положение
Решением 43-й сессии комитета всемирного наследия ЮНЕСКО 7 июля 2019 года внесена в список всемирного наследия ЮНЕСКО (в списке храмов псковской архитектурной школы).

## Виды церкви

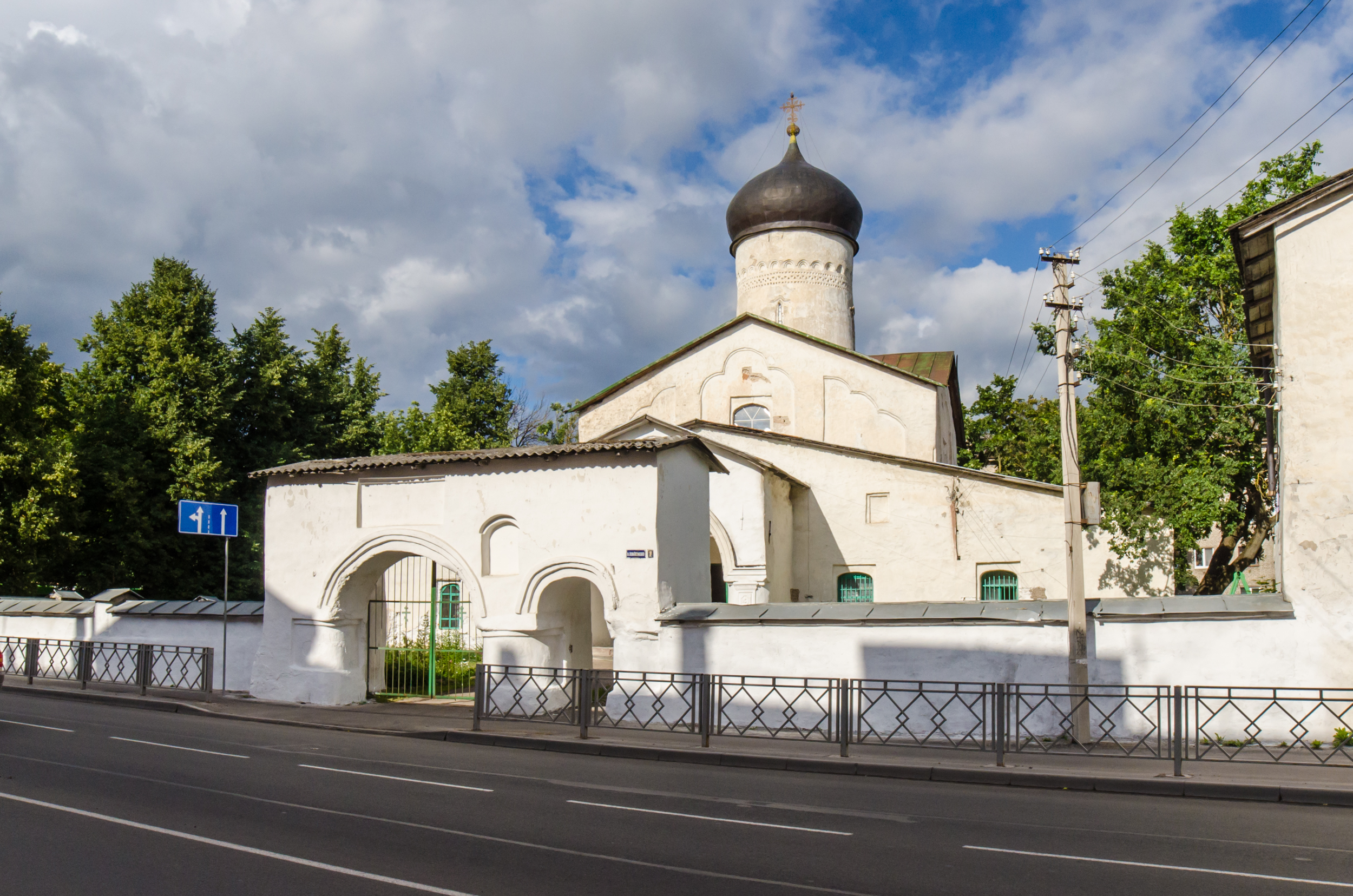
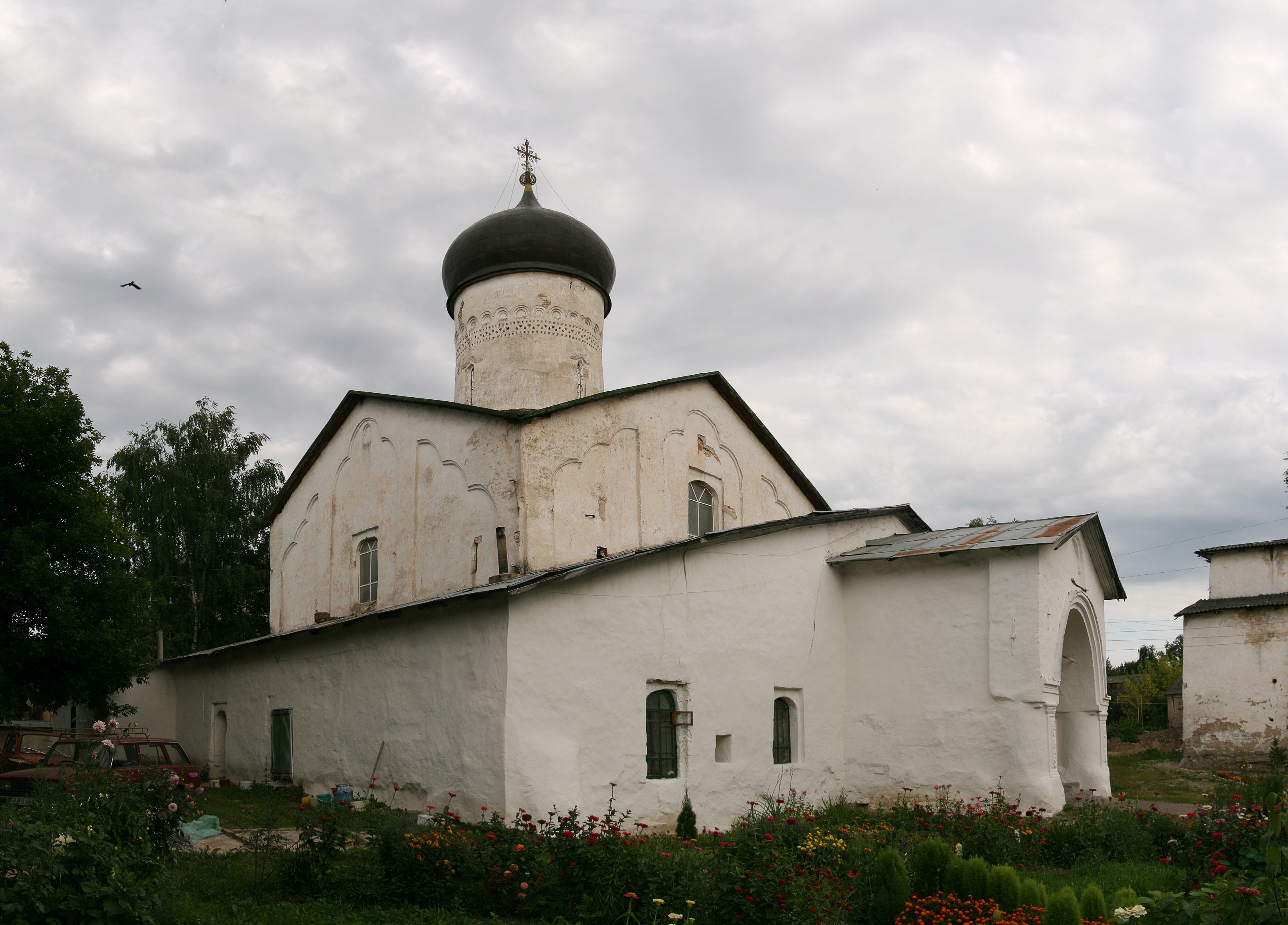
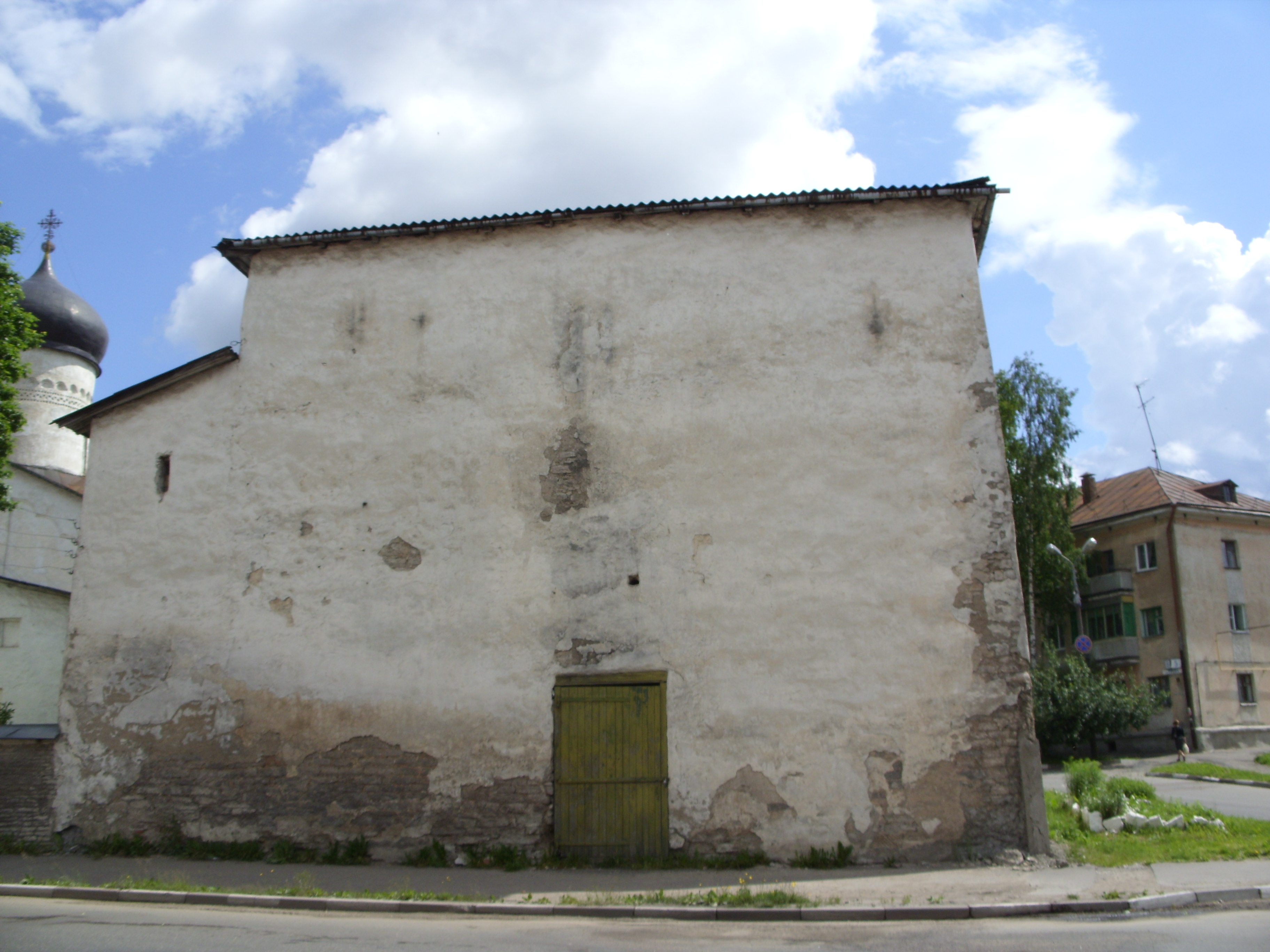
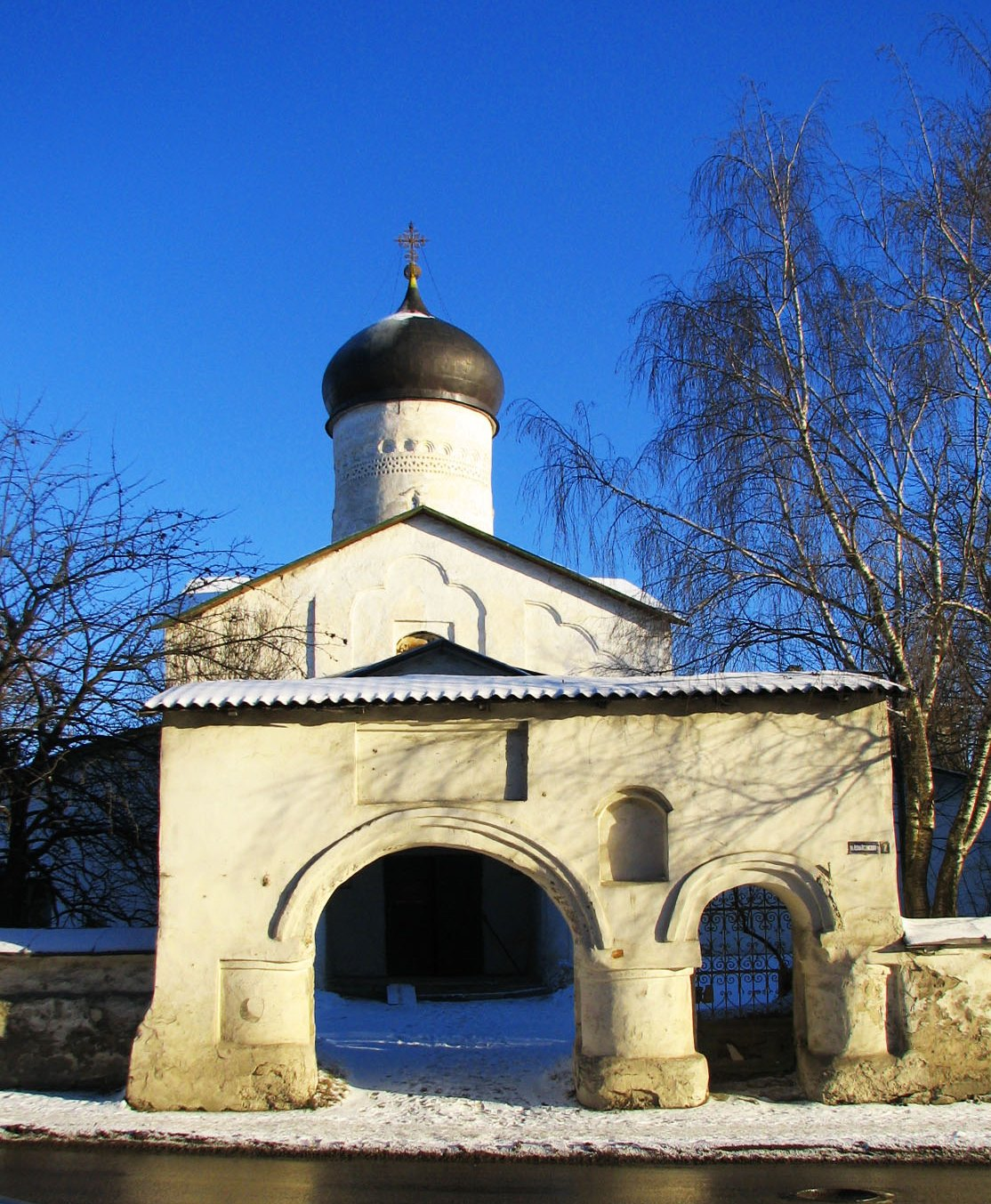